# اولخووکا (استان پودلاسکی)
اولخووکا (به لهستانی:  Olchówka) یک روستا در لهستان است که در گمینا ناروکا واقع شده‌است. اولخووکا ۲۱۰ نفر جمعیت دارد.